# Permanentna rewolucja
Permanentna rewolucja – teoria marksistowska, związana z postacią Lwa Trockiego. Miała na celu wytłumaczenie sposobu, w jaki rewolucje socjalistyczne miały mieć miejsce w społeczeństwach, które nie osiągnęły stadium zaawansowanego kapitalizmu. Po raz pierwszy wyrażenie zostało użyte przez Marksa w 1850 roku, w tekście Apelu Komitetu Centralnego do Związku Komunistów.

## Rewolucja permanentna w pismach Marksa
Karol Marks używał terminu rewolucja permanentna w kontekście zmian politycznych zachodzących w krajach, gdzie stopniowo traciła znaczenie szlachta jako klasa rządząca, natomiast decydującą rolę przejmowała burżuazja. Jego zdaniem robotnicy nie powinni czekać na dostatecznie duży rozwój kapitalizmu (jak mogłaby sugerować zbyt dosłowna interpretacja materializmu historycznego), ale uczestniczyć w wydarzeniach politycznych jako samodzielna i zorganizowana w odrębnych organizacjach warstwa społeczna. Nie przeszkadzałoby to oczywiście wspierać „postępowych”, choć „klasowo obcych” formacji, jeśli wymagałaby tego doraźna taktyka (np. dopuszczalny czasowy sojusz z burżuazją przeciwko feudalizmowi, ale już nie długoterminowe wspieranie tej pierwszej). Zwłaszcza pod koniec życia Marks wskazywał, że w krajach zacofanych (jak Imperium Rosyjskie) przewrót polityczny rozpoczęty jako obalenie przestarzałego ustroju może, za sprawą robotniczej aktywności, przybrać obrót zupełnie nieoczekiwany i wprowadzić kraj na drogę rewolucji socjalistycznej. Zdaniem marksistów dowodem słuszności tego toku rozumowania były rewolucja lutowa oraz rewolucja październikowa.
Równocześnie Marks pozostawał orędownikiem internacjonalizmu, jednak w jego pismach nie funkcjonuje on jako aspekt rewolucji permanentnej, lecz jako odrębny postulat.

## Rewolucja permanentna w myśli Lwa Trockiego
Teoria permanentnej rewolucji została po raz pierwszy sformułowana w czasie rewolucji roku 1905, jako próba wyłożenia tego, która z klas społecznych odegra wiodącą rolę w nadchodzącej rewolucji rosyjskiej. Rozwinął tę teorię w późniejszym dziele, wydanym w 1930 roku, zatytułowanym właśnie Permanentna rewolucja. Książka ta była odpowiedzią na ataki Karola Radka, promującego stalinowską ideę socjalizmu w jednym państwie. Zdaniem Trockiego w krajach zacofanych powtarzanie schematu zachodnioeuropejskiego (najpierw rewolucja burżuazyjna, a potem rozwój ruchu robotniczego) było bezcelowe. Burżuazja krajów nierozwiniętych nie mogła bowiem odgrywać dawnej postępowej roli, nie występowała w obronie praw człowieka itp., zaś większość środków produkcji była w rękach zagranicznego kapitału, niezainteresowanego rozwojem kraju. Dlatego robotnicy powinni przyłączyć się do rewolucji o charakterze burżuazyjnym, nie rezygnując z własnych postulatów i przekształcając proces rewolucyjny w rewolucję robotniczą. Dopiero wtedy można byłoby mówić o prawdziwych przekształceniach. Następnym krokiem miało być przeniesienie rewolucji także do innych krajów, przede wszystkim rozwiniętych; w innym wypadku rewolucja w kraju nierozwiniętym nie może się utrzymać bez degeneracji (czyli faktycznego zaprzepaszczenia własnych celów).
W stosunku do krajów o opóźnionym rozwoju burżuazyjnym, a w szczególności krajów kolonialnych i półkolonialnych, teoria rewolucji permanentnej oznacza, że pełne i realne osiągnięcie celów demokratycznych i narodowowyzwoleńczych nie jest do pomyślenia inaczej, jak poprzez dyktaturę proletariatu, polegającą na przejęciu przez proletariat władzy w charakterze przywódcy narodu uciskanego, a przede wszystkim mas chłopskich.
Dyktatura proletariatu, który dochodzi do władzy jako przywódca rewolucji demokratycznej, wraz ze zwycięstwem tej rewolucji nieuchronnie i nagle staje w obliczu celów, związanych z głębokimi przeobrażeniami burżuazyjnego prawa własności. Rewolucja demokratyczna przekształca się bezpośrednio w socjalistyczną i tym samym staje się permanentna.
(Lew Trocki, „Czym jest permanentna rewolucja?”; Aneks do książki Permanentna rewolucja z 1930 roku.)

## W myśli politycznej trockistów
Mimo tego, iż wszystkie środowiska trockistowskie uznają rewolucję permanentną za jeden z głównych wyróżników ich światopoglądu, koncepcja ta była różnie interpretowana, zaś rozbieżności w analizie politycznej przy użyciu jej zasad w kilku przypadkach doprowadziły do rozłamów w ruchu.
Zasadnicza zgodność panuje jedynie co do tego, że teoria rewolucji permanentnej została potwierdzona wydarzeniami w wielu krajach nierozwiniętych. Jednak już podawane przykłady (najczęściej są to Chiny, Kuba, Chile i współczesna Wenezuela) różnią się w zależności od odłamu trockizmu.
Najbardziej nietypową interpretację rewolucji permanentnej reprezentują obecnie zwolennicy Tony’ego Cliffa, który rozwinął tę koncepcję o analizę rewolucyjnej roli inteligencji oraz niektórych środowisk nacjonalistycznych w krajach, gdzie proletariat jest szczególnie nieliczny. Jego teoria (ang. deflected permanent revolution) jest jednak odrzucana przez większość trockistów jako nadinterpretacja.